# Kolozsvári Magyar Királyi Ferenc József Tudományegyetem

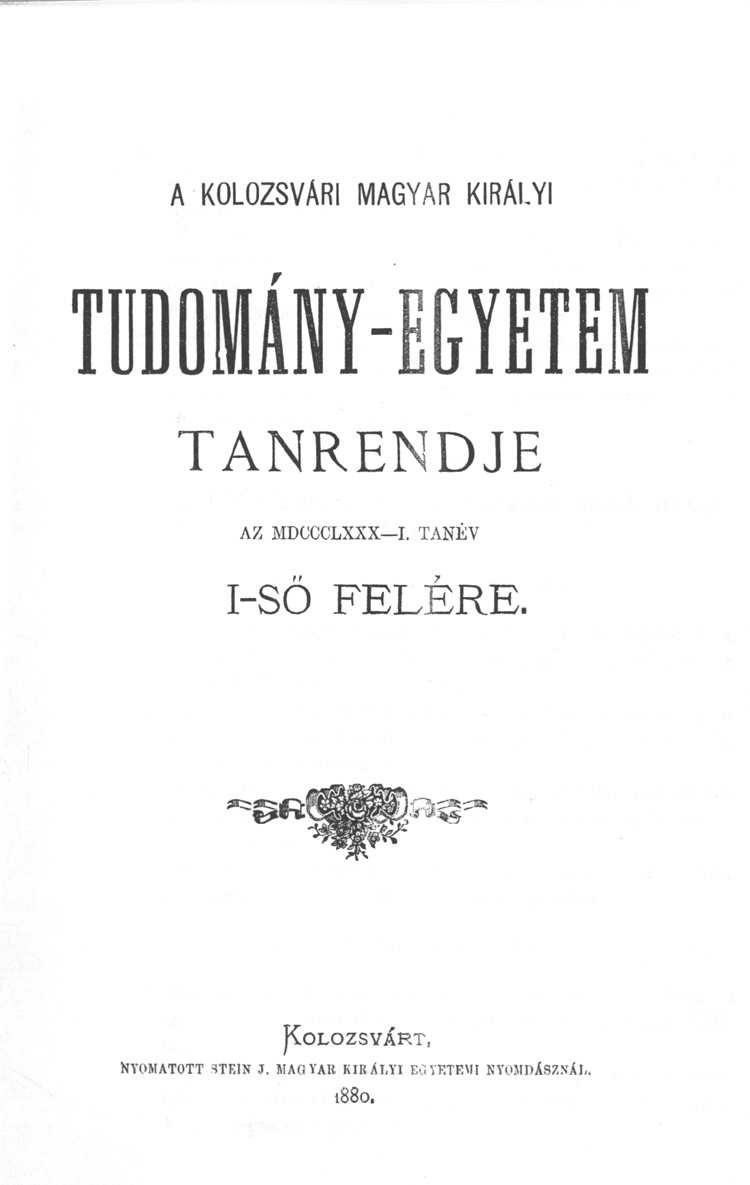
Az egyetem tanrendje az 1881–82-es tanév első félévére

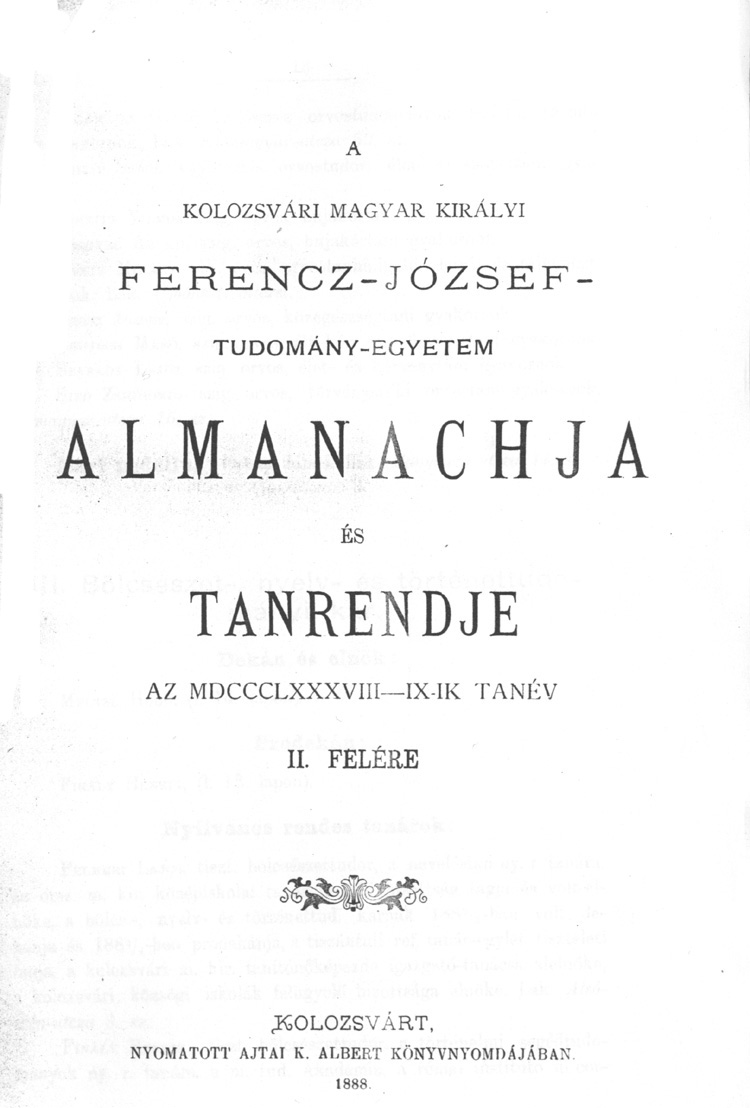
Az egyetem almanachja és tanrendje az 1888–89-es tanév második félévére

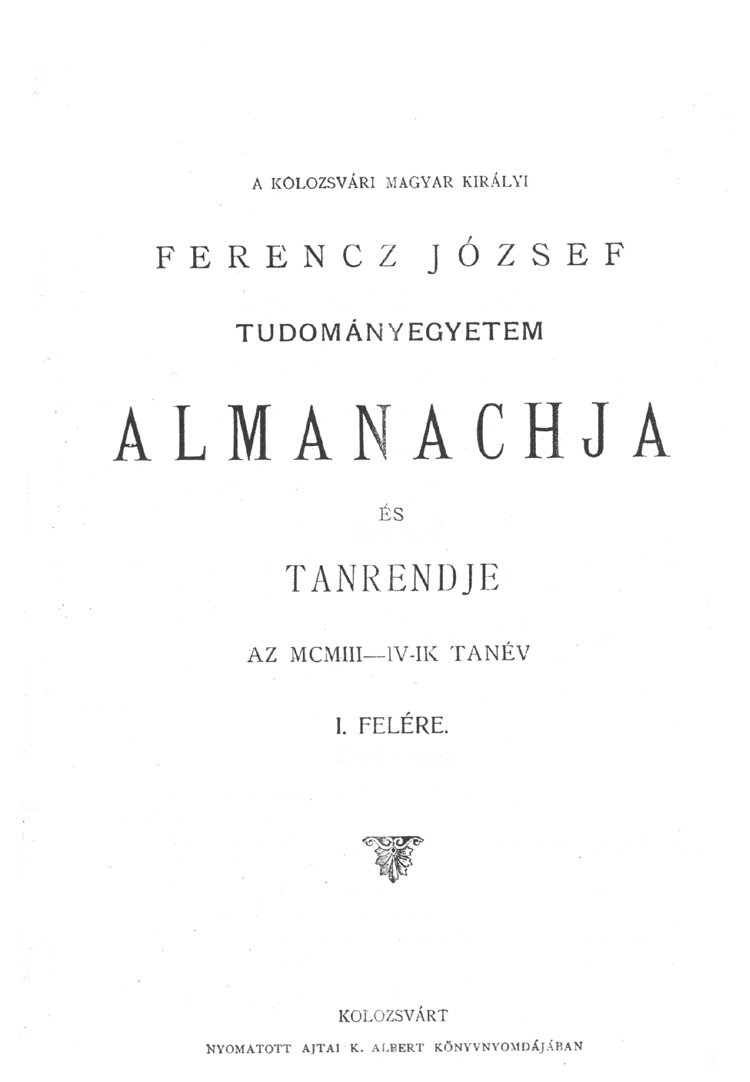
Az egyetem almanachja és tanrendje az 1903–1904-es tanév első félévére

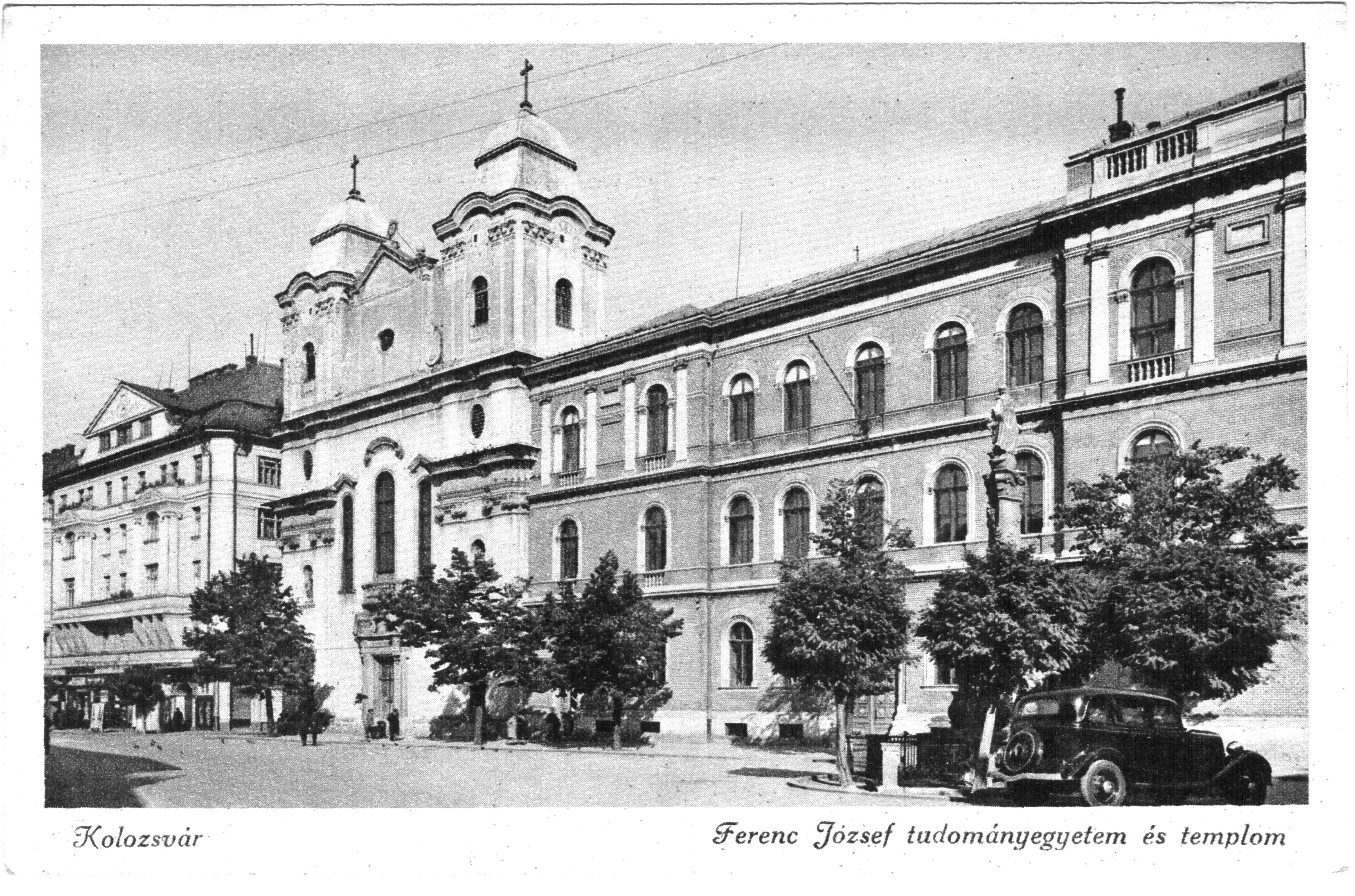
Képeslap 1940-ből

Botanikus kerti belépőjegy

A Kolozsvári Magyar Királyi Ferenc József Tudományegyetem 1872 és 1945 között működött.

## Megalakulása
1872. október 14-én a magyar képviselőház, majd 15-én a felsőház is megszavazta az 1872. évi XIX. törvénycikket, amely a kolozsvári székhelyű tudományegyetem létrehozásáról rendelkezik, és amely egyetem 1872. november 10-én ünnepi üléssel meg is kezdte működését Kolozsvári Magyar Királyi Tudományegyetem néven. 1881. január 14-én kapja a Magyar Királyi Ferenc József Tudományegyetem nevet, és örök időkre megalapítottnak nyilváníttatott. Az egyetem első rektora Berde Áron. Az egyetem negyedszázad alatt a magyar tudományosság egyik legfontosabb fellegvárává vált.
Minden félévben megjelentették a tanrendet (1888-tól almanach és tanrend). Ezek a füzetek ma is megtalálhatók a kolozsvári és a szegedi egyetemi könyvtárban. Ezekből meg lehet tudni, hogy ki és mit tanított, az órarendet, kik voltak az egyetem és a karok vezetői, hol laktak a tanárok, és milyen események történtek az egyetemen. Ezeken a füzeteken az egyetem neve többféleképpen szerepel. Kezdetben Kolozsvári Magyar Királyi Tudomány-egyetem (1872), majd Kolozsvári Magyar Királyi „Ferencz József” Tudomány-egyetem (1881, első félév), Kolozsvári Magyar Királyi Ferencz-József-Tudomány-egyetem (1881, második félév), Kolozsvári „Ferencz József” Magyar Királyi Tudomány-egyetem (1898), Kolozsvári Magyar Királyi Ferencz József Tudományegyetem (1903), Kolozsvári M. Kir. Ferencz József Tudományegyetem (1908).

## Az egyetem szerkezete
A kolozsvári egyetem 1872-ben a következő karokkal alakult:
- jog- és államtudományi kar
- orvostudományi kar (első dékán: Czifra Ferenc)
- bölcsészet-, nyelv- és történettudományi kar
- matematikai és természettudományi kar (1896-ig: mennyiségtan-természettudományi kar)

Ez a struktúra 1940-ben a közgazdaság-tudományi karral bővült. A matematikai és természettudományi kar újdonságnak számított, mivel addig a természettudományi szakok a bölcsészettudományi karhoz tartoztak. A földrajz szak ez esetben is a bölcsészettudományi karon maradt.
Az első tanítási év 284 beiratkozott diákkal, 40 rendes és rendkívüli tanárral, 11 tanársegéddel 1872. november 11-én kezdődött. A tanárok és diákok karonkénti megoszlása:
| kar                                      | tanár | diák |
| ---------------------------------------- | ----- | ---- |
| jog- és államtudományi                   | 12    | 174  |
| orvostudományi                           | 11    | 51   |
| bölcsészet-, nyelv- és történettudományi | 10    | 22   |
| matematikai és természettudományi        | 7     | 37   |

## A bujdosás évei
Az 1918-as őszi félévre 2226 hallgató volt beiratkozva. 1919-ben a tavaszi félévre 2570 hallgató iratkozott be. Ez utóbbiak 83%-a magyar, 12%-a román és 5% német vagy szász nemzetiségű volt. A román megszállás után az egyetem ígéretet kapott, hogy zavartalanul folytathatja tevékenységét, miközben a háttérben már folytak a kisajátítási előkészületek, illetve a diákok zaklatása a hatóságok által. 
1919. május 10-én az egyetem vezetősége ultimátumot kapott a megszálló román hatóságoktól, hogy a tanárok tegyenek hűségesküt a román királyra, illetve két éven belül kezdjék el románul tartani az előadásokat. A tanárok ezt a lehetőséget egyöntetűen elvetették arra hivatkozva, hogy békeszerződés megkötése előtt törvénytelen ez az utasítás. Május 12-én a román hadsereg erővel behatolt az egyetem épületébe, a tanárokat és diákokat pedig kitessékelték az utcára. Csupán személyes holmijukat vihették magukkal.
Az elmenekült egyetem, rövid budapesti kitérő után, 1921 és 1940 között Szegeden működött.

## Visszatérés Kolozsvárra
Az 1940. augusztus 30-i második bécsi döntést követően az egyetem részben visszatért Kolozsvárra, és egy új karral (közgazdaság-tudományi) bővült. A Szegeden maradt egyetemrész felvette a Horthy Miklós Tudományegyetem nevet.
Az egyetem „tanszékein többnyire olyan tudós professzorok munkálkodtak, akik azt vallották, hogy nemzetiségre való tekintet nélkül Erdély minden odavaló embernek hazája. Ezek a professzorok fordultak szembe 1944 tavaszán a Sztójay-kormány zsidóellenes intézkedéseivel, és ugyancsak ők voltak azok, akik 1944. szeptember 29-én, amikor a magyar kormány elrendelte Kolozsvár kiürítését, az intézkedésnek ellenszegültek. Az egyetemi tanács szeptember 16-án úgy határozott, hogy tekintettel a kolozsvári magyarság minden társadalmi osztályhoz és vallásfelekezethez tartozó képviselőinek kérésére, az egyetem a helyén marad, és osztozik az erdélyi magyarság sorsában. Szeptember 17-én pedig az egyetem óvóhelyén megnyitották a tanévet.”
1944 őszétől, amikor Kolozsvár már orosz és román megszállás alatt volt, nevében már nem viselte Ferenc József nevét.

## Végleges felszámolás
A Ferenc József Tudományegyetem 1945 májusában jogutód nélkül megszűnt, amikor román királyi rendelettel létrehozták a magyar nyelvű állami egyetemet Kolozsváron, habár az új egyetem a megszüntetett egyetem tanári állományán alapult. Ez az egyetem még ugyanabban az évben felvette a Bolyai Tudományegyetem nevet. 1959-ben, felsőbb pártrendelkezésre, egyesítették a román nyelvű Victor Babeș Tudományegyetemmel. Ettől kezdve Babeș–Bolyai Tudományegyetem néven működik a mai napig.

## Az egyetem szellemisége
Berde Áron első rektor, egyetemi megnyitó beszédében azt mondta: Önök tudják, hogy az egyetemet nem a néma falak, hanem a tanárok szellemi ereje alapítja meg hírnevében, áldásos működésben. Toleráns erdélyi szellemiségének köszönhetően az egyetem sokkal befogadóbb volt, mint a kor más (nemcsak magyarországi) egyetemei. Tanárai között sok zsidó származású volt, akik tudással és tehetséggel szolgálták a magyar és az egyetemes tudományosságot. Az egyetemen 1919-ig mindig működött román nyelv és irodalom tanszék. Ennek vezetői Szilasi Gergely (1872–1886 között) és Moldován Gergely (1886–1919 között) voltak. Utóbbi rektor is volt.

## Az egyetem örökösei
Gaal György könyvéből idézzük:
„A kolozsvári tudományegyetemnek ma négy örököse is működik. Épületeit, felszerelését a kolozsvári I. Ferdinánd, majd a Victor Babeș nevét viselő egyetem kapta meg, szellemét a Bolyai János nevét felvevő magyar tudományegyetem vitte tovább. A kettő erőszakos egyesítése (1959) óta a Babeș–Bolyai Tudományegyetem az egyik örökös. A másik a Bolyaiból kivált marosvásárhelyi Orvosi és Gyógyszerészeti Egyetem, különösen ennek magyar tanári kara. A harmadik-negyedik pedig a szegedi, 1940-től Horthy Miklós, később József Attila nevét viselő tudományegyetem, valamint az ebből 1951-ben kivált, utóbb Szent-Györgyi Albertről elnevezett Orvostudományi Egyetem.”

## Az egyetem rektorai
A rektort egy évre választották, de a következő évben kötelező módon rektorhelyettes volt.
- 1872/73: Berde Áron
- 1873/74: Schulek Vilmos, Machik Béla
- 1874/75: Finály Henrik
- 1875/76: Entz Géza
- 1876/77: Groisz Gusztáv
- 1877/78: Genersich Antal
- 1878/79: Imre Sándor
- 1879/80: Brassai Sámuel
- 1880/81: Haller Károly
- 1881/82: Ajtai K. Sándor
- 1882/83: Szabó Károly
- 1883/84: Abt Antal
- 1884/85: Csiky Viktor
- 1885/86: Maizner János
- 1886/87: Szamosi János
- 1887/88: Kanitz Ágost
- 1888/89: Kolosváry Sándor
- 1889/90: Klug Nándor
- 1890/91: Szász Béla
- 1891/92: Koch Antal
- 1892/93: Óvári Kelemen
- 1893/94: Brandt József
- 1894/95: Meltzl Hugó
- 1895/96: Martin Lajos
- 1896/97: Farkas Lajos
- 1897/98: Lechner Károly
- 1898/99: Terner Adolf
- 1899/00: Fabinyi Rudolf
- 1900/01: Vályi Gábor
- 1901/02: Lőte József
- 1902/03: Schilling Lajos
- 1903/04: Apáthy István
- 1904/05: Kiss Mór
- 1905/06: Szabó Dénes
- 1906/07: Moldován Gergely
- 1907/08: Farkas Gyula
- 1908/09: Jancsó György
- 1909/10: Udránszky László
- 1910/11: Szádeczky-Kardoss Lajos
- 1911/12: Szádeczky-Kardoss Gyula
- 1912/13: Kosutány Ignác
- 1913/14: Kenyeres Balázs
- 1914/15: Márki Sándor
- 1915/16: Tangl Károly
- 1916/17: Lukáts Adolf
- 1917/18: Rigler Gusztáv
- 1918/19: Schneller István
- 1919/20: Kolosváry Bálint
- 1920/21: Kolosváry Bálint
- 1921/22: Menyhárth Gáspár
- 1922/23: Pfeiffer Péter
- 1923/24: Veszprémy Dezső, Reinbold Béla
- 1924/25: Csengery János
- 1925/26: Riesz Frigyes
- 1926/27: Tóth Károly
- 1927/28: Reinbold Béla, Issekutz Béla
- 1928/29: Dézsi Lajos
- 1929/30: Győrffy István
- 1930/31: Kováts Ferenc
- 1931/32: Veress Elemér
- 1932/33: Schmidt Henrik
- 1933/34: Széki Tibor
- 1934/35: Kiss Albert
- 1935/36: Ditrói Gábor
- 1936/37: Erdélyi László
- 1937/38: Gelei József
- 1938/39: Ereky István
- 1939/40: Baló József
- 1940/41: Bartók György
- 1941/42: Szentpétery Zsigmond
- 1942/43: Kovrig Béla
- 1943/44: Buza László
- 1944/45: Miskolczy Dezső

## Jelentősége
Az alábbi idézetek jól jellemzik, hogy milyen szerepe volt a Ferenc József Tudományegyetemnek a magyar és egyetemes tudomány szolgálatában.
„A Ferenc József Tudományegyetem nem múlt el nyomtalanul. Kolozsvárt első ízben tette ismert és elismert, európai szintű tudományos központtá. A magasra állított szakmai és erkölcsi mérce az utódokat is kötelezte. Az egyetem szellemiségét az egymást váltó nemzedékek ápolják és őrzik. Az egyetem önfeláldozó, kiváló tanárai között ma is bőven találunk követésre méltó példaképeket.”
„Érdekes, hogy a 19. század második felében a magyarországi tudományegyetemek közül először nem a budapesti, hanem a kolozsvári vált fontos matematikai centrummá. A háborút megelőző másfél évtizedben a kolozsvári matematikai iskola a világ legjobbjai közé tartozott. Képviselői hervadhatatlan érdemeket szereztek maguknak és a magyar tudománynak. Például, nem valószínű, hogy mostanában elmúlik olyan munkanap, amelyen valahol a világon Farkas, Haar vagy Riesz neve szóba ne jönne.”
„A kolozsvári egyetem az ország második egyeteme volt, az első egyetem vidéken. De nem volt vidéki egyetem a szó szellemi értelmében. Tudományos, szakmai kérdésekben gyakran ellenzéke volt a budapestinek, vitapartnere, bírálója a főváros akadémizmusának. Oldotta az egyetlen központ belterjességét, ahogy ma mondani szoktuk: alternatívát jelentett. És számos olyan kezdeményezést karolhatott föl, amely korszerű volt és jövőbe mutatott, de nem sok esélye lett volna a túlzott tekintélytisztelet centrumában.”
„A kolozsvári tudományegyetem a történelmi változások megpróbáltatásai között Erdély népének a művelődését, kulturális kibontakozását, a tudományos haladást, az egyetemes értékű és érvényű ismeretek gazdagítását szolgálta. E múltbeli hosszú ideig lappangó igények nyertek teret megalapításakor.”
„Kétségtelen: egyetemünk egykori tudós tanárai elsősorban filológiai feltáró munkájukkal gazdagították irodalomtudományunkat, máig nélkülözhetetlen szövegkiadásaikkal, írói életrajzaikkal. De szűkmarkúak lennénk, ha nem vennénk észre, hogy ezzel párhuzamosan nem tévesztették szem elől a tágabb összefüggéseket: az európai szellemi törekvések megismerésének és hasznosításának szükségét.”

## Érdekességek
Érdekes tantárgynevek:

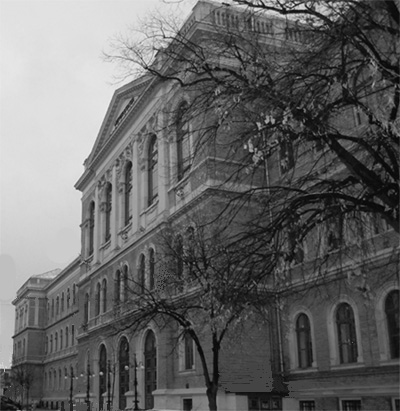
Az egyetem épülete ma

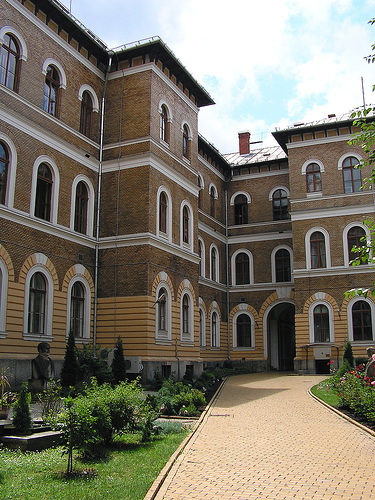
Az egyetem belső udvara ma

- külzeléki hánylat (ma: differenciálszámítás)
- egészleti hánylat (ma: integrálszámítás)
- minőleges és mennyileges vegyelemzés
- munkálatok az ásvány-, föld- és őslénytan köréből haladottak számára
- a szülés erőművi akadályairól
- socialismusról
- a dologbeli jogok és kötelmi jog főbb tanai
- gyógyszerisme (ma: gyógyszerismeret)
- kopogtatás és hallgatódzás, tekintettel a mellkasi szervek bántalmainak kórisméjére
- a román mesevilág lényei és tárgyai
- dolgozdai gyakorlatok a kísérleti kórtan és gyógyszertan köréből
- a franczia irodalom köréből, franczia nyelven való társalgással

Válogatás egyes rendeletekből:
- Dohányzás megtiltása az egyetem helyiségeiben. 1880/1. 235.298.
- Gázóra minden este 8 órakor lezáratik (Tanácshatározat). 1880/1. 133.
- Latin nyelvű almanach a külföld számára. 1885/6. 287.
- Vasúton a tandíjmentesek 50%-os elengedésben részesülnek. 1887/8. 272.
- Útadó fizetése alól állami tisztviselők fölmentetnek. 1892/3. 430.
- Keresztnevek csak magyar hangzásban használhatók. 1893/4. 47.

Válogatás az egyetemi beadványokból:
- Szilassy Gergely egyetemi tanár hivatali esküjének letétele felterjesztetik a minisztériumba. 1872. nov. 10.
- Martin Lajos ny. r. tanár a nagyméltóságú vallási és közoktatásügyi minisztériumhoz intézett kérelmet ad be, melyben 500 frt-nyi 20 havi részletekben visszafizetendő fizetési előleget kér. 1873. jan. 21. (A minisztérium 1873. febr. 11-én jóváhagyja.)
- A mennyiségtan-természettudományi kar felterjesztése a nagyméltóságú v. és közokt. miniszterhez, amelyben a kar nem tudor tagjai tudorokká avatásának engedélyét kéri 1873. jún. 11. 123.